# Cernotina truncona
Cernotina truncona là một loài Trichoptera trong họ Polycentropodidae. Chúng phân bố ở miền Tân bắc.